# 키르기스스탄
키르기즈 공화국(키르기스어: Кыргыз Республикасы 크르그즈 레스푸블리카스, 러시아어: Кирги́зская Респу́блика 키르기스카야 레스푸블리카[*], 문화어: 끼르기즈 공화국), 약칭 키르기스스탄(키르기스어: Кыргызстан [qɯrʁɯzˈstɑn, qɯrʁɯˈstɑn] 크르그즈스탄, 러시아어: Кирги́зия [kʲɪrˈɡʲizʲɪjə] 키르기지야[*], 문화어: 끼르기즈스탄)은 중앙아시아 내륙에 위치한 공화국이다. 키르기스어(국어) 및 러시아어를 공용어로 사용하며, 수도는 비슈케크이다. 키르기스인이 국민의 다수를 차지한다. 한때 소련의 구성 공화국이었다가 1991년에 독립하였다. 우즈베키스탄, 타지키스탄, 카자흐스탄, 중화인민공화국과 접경하고 있으며, 국토의 거의 대부분이 산이어서 중앙아시아의 스위스라고 부르기도 한다.
1936년 소련을 구성하는 공화국이 되었으며, 1991년 8월 독립을 선언하고 12월 CIS(독립국가연합)에 가입했다. 2005년까지는 혁명과 내전으로 정국불안이 이어졌다. 톈산산맥과 파미르 아라이 산맥에 있는 산악 지역의 국가로서 기후는 매우 건조하다.
주민은 키르기스인이 73.3%, 우즈베크인이 14.6%, 러시아인이 5.6%, 기타 0.1% 등이다.
주요 종교는 이슬람이며 의무교육은 9년이다. 산지의 목초지가 넓기 때문에 양의 이목(移牧)을 행하고 있다. 호밀, 밀, 사탕무, 담배, 과수재배 등의 농업과, 석탄, 석유, 천연가스, 석회석, 우라늄, 목재, 제분업, 제당업, 유황, 수은 등의 공업이 있다.

## 역사
키르기스인들은 매우 오래전부터 고대 문헌에 등장한다. 키르기스인들은 예니세이 강 상류에 살던 튀르크화된 몽골로이드 민족으로 주서에서 귀방(鬼方)이라고 불렸으며 철륵의 후예이다. 1세기 무렵에는 튀르크계인 흉노의 지배 하에 있었다. 4세기 때는 철륵(카자흐, 키르기스)은 몽골 계통 국가인 유연에 속해 있었는데 중앙아시아에서 발흥한 코카서스 계통 돌궐이 몽골 고원을 정복하여 유연을 멸망시켰고 키르기스인들은 튀르크인들에 속하게 된다. 이 때부터 예니세이 강 상류의 유목민들은 튀르크의 문화를 받아들이고 튀르크화가 된다.
8세기에는 다시 튀르크계인 위구르의 침략을 받아 튀르크의 지배하에 있었다. 9세기에는 서쪽으로 이동하여 위구르 제국을 멸망시켰으나 키르기스족은 다시 동쪽으로 원래 살던 예니세이 강 상류 지역으로 돌아간다. '크르그즈(키르기스)'는 튀르크계 언어로 '사십(40)'을 뜻하는데 이는 키르기스스탄의 민족 서사시인 《마나스》에 등장하는 40개의 부족에서 유래된 이름이다.
그러나 13세기에는 몽골 제국의 지배 하에 다시 들어가고, 16세기에 이르러 현재의 지역으로 이주하게 된다. 카자흐인과 키르기스인은 기원이 같으며 카자흐인은 스텝 지역인 카자흐스탄에 키르기스인들은 산악 지역인 현 키르기스스탄에 정주한다. 1863년 키르기스스탄의 북쪽 지역이 제정 러시아에 병합이 되었다. 1876년에는 러시아 제국이 코칸트 칸국을 정복했다. 알라이 키르기스인의 여왕이었던 쿠르만잔 닷카는 미하일 스코벨레프 러시아 제국 육군 장군과의 협상 끝에 러시아 제국의 키르기스스탄 지배를 받아들였다.
러시아 제국이 멸망하면서 1926년 키르기스 공화국을 건국하였다. 1991년 8월 31일 소련의 붕괴에 의해 독립을 하게 된다. 1993년 새 헌법을 제정하고, 지금의 명칭을 사용하게 된다. 키르기스스탄은 2005년에 튤립 혁명으로 아카예프 대통령이 쫓겨났는데, 혁명 주역 가운데 고려인도 들어 있어서 눈길을 끌었다.
2005년 7월 10일 쿠르만베크 바키예프가 대통령 선거에서 압승을 하여 대통령에 취임하였다. 2008년 10월 6일에 키르기스스탄 남쪽에서 지진이 발생, 사망자가 65명으로 늘었다.
2010년 4월 7일 경기 침체와 정부의 언론 통제로 수도 비슈케크를 중심으로 야당 측에 의한 반정부 운동이 격화되어 야당 세력이 대통령궁을 점거하였다. 다음 날 4월 8일 전 외상 로자 오툰바예바가 임시 정부 수립을 발표하였다.
2010년 6월 11일 남부 오슈에서 청소년 단체 간의 대립을 계기로 키르기스인과 우즈벡인 사이에 민족 항쟁이 격화되고 방화, 살인이 잇따르면서 사태 수습이 불가능한 상태에 빠졌다. 유엔은 10만 명이 우즈베키스탄으로 대피하고, 난민 30만 명이 발생하였다고 발표했다.
폭동 이후, 대한민국 외교통상부는 오쉬주, 잘랄아바드주, 바트켄주를 3단계 여행제한지역으로 그 외 지역은 2단계 여행 자제 지역으로 여행경보를 조정했다. 2012년 9월 3일에 키르기스스탄의 세 정당은 새 연정을 구성하기로 합의했다.

## 지리
국토 전체의 40%가 해발 3,000m를 넘는 산간 지방이다. 국토는 동서로 길고, 중화인민공화국과의 국경에는 톈산산맥이 펼쳐져 있다. 남쪽에 위치하는 타지키스탄으로는 파미르고원이 펼쳐져 있다.
국토의 중앙과 동서로 산맥이 펼쳐져, 국토는 수많은 협곡으로 갈린다. 최고봉은 중화인민공화국 국경에 우뚝 솟은 포베다산(Pobeda 또는 Jengish 혹은 승리봉, 7,439m), 그다음으로 칸·텡리(Khan-Tengri 또는 Kan-Too, 6,995m)이다. 4,000m 급의 봉우리가 적지 않다.
주요 하천은 시르다리아강 지류의 나른 강이고, 주요 호수는 국내 북동부에 위치하는 이스쿨 호수(Issyk-Kul)이다. 동서로 180km, 남북으로 60km, 둘레가 700 km에 이른다. 호수 표면의 해발은 1,600m이다. 이스쿨 호수와 나른 강은 서로 다른 수계를 가지고 있다.

## 기후
주변의 카자흐스탄이나 중화인민공화국과는 달리 국내에 사막은 존재하지 않고, 이 지역은 천혜의 기후를 가지고 있다. 동서로 뻗어있는 계곡 부분은 사람이 거주하기 적절하며, 쾨펜의 기후 구분으로는 하계에 비가 적은 온대의 지중해성 기후 (Cs)에 해당한다. 이것은 이탈리아의 로마나 미국의 샌프란시스코와 같은 기후 지역이다. 산지는 아한대 습윤기후 (Df)이고, 특히 고지대는 고산기후(H)가 된다. 바르스쿤 지역은 특히 키르기스스탄 에서 차로오를 수 있는 가장 높은 아라벨고원과  톈산산맥을 끼고 남쪽의 중화인민공화국과 아라 산맥을 끼고 북쪽으로 카자흐스탄에는 스텝기후(BS)와 사막기후 (BW)가 펼쳐진다.
실제 강수량을 비교하면, 톈산산맥의 100km 남쪽에 위치하는 중화인민공화국 신장 위구르 자치구 카슈가르의 연강수량은 60mm이지만, 비슈케크(북위 43도, 해발 800m)의 강수량은 450mm에 이른다. 이것은 로마나 샌프란시스코와 유사한 수준이다. 비슈케크의 평균 기온은 1월에 -3도, 7월에 25도이다.
비슈케크와 제2의 도시 오시, 중앙부의 나린에는 구 소련 시대에 대규모 관개 시설이 부설되어 있기 때문에, 면화를 중심으로 한 경작에 적합하다. 이러한 관개지는 시르다리야 강, 나린 강의 지류에서 물을 얻고 있다.

## 정치

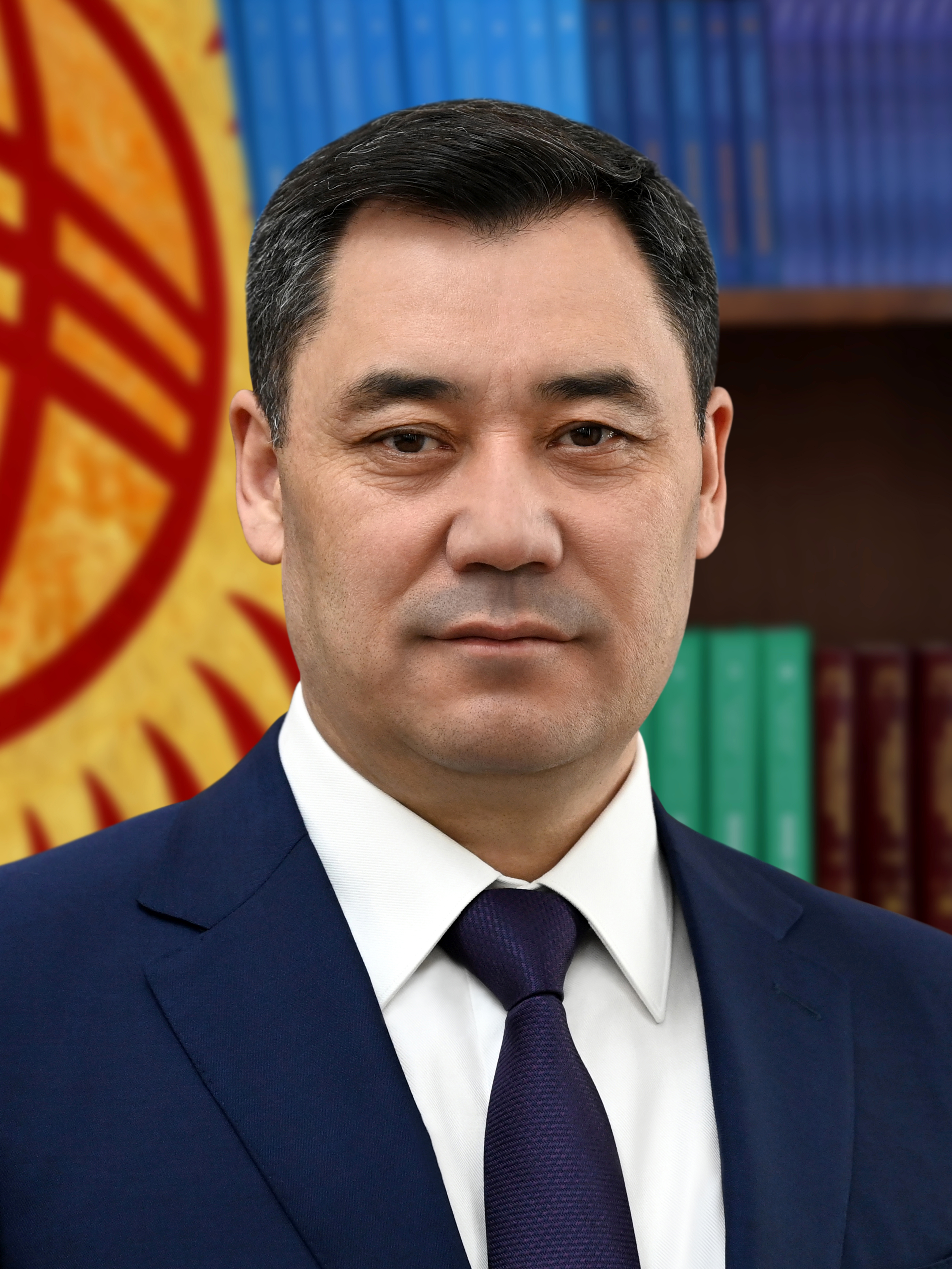
現 키르기스스탄 대통령 사디르 자파로프

1993년 헌법은 정부 형태를 민주적 일원제 공화국으로 정의합니다. 행정부에는 대통령과 총리가 포함됩니다. 의회는 현재 일원제입니다. 사법부는 대법원, 지방 법원 및 검찰총장으로 구성됩니다.
2002년 3월, 악시 남부 지구에서 야당 정치인의 임의 체포에 항의하던 5명이 경찰에 총격을 당해 전국적인 시위가 일어났습니다. 아스카르 아카예프 대통령은 헌법 개정 과정을 시작했는데, 처음에는 광범위한 정부, 시민 및 사회 대표가 공개 대화에 참여하여 2003년 2월 국민투표에서 부정 투표로 얼룩졌습니다.
국민투표에서 승인된 헌법 개정안은 대통령의 통제력을 강화하고 의회와 헌법재판소를 약화시켰습니다. 75석의 새로운 일원제 의회를 위한 의회 선거는 2005년 2월 27일과 3월 13일에 실시되었지만, 널리 부패한 것으로 여겨졌습니다. 이후 이어진 시위는 2005년 3월 24일에 무혈 쿠데타로 이어졌고, 그 후 아카예프는 가족과 함께 나라를 떠났고 쿠르만베크 바키예프가 대통령 권한대행을 맡았습니다.
키르기즈 공화국은 대통령제 공화국이다. 의회는 90석의 단원제이다. 2005년에 신헌법이 발포되기 이전, 1994년 10월부터 2005년 1월까지는 양원제로서, 상원에 해당하는 입법의회(정원 60석)과 하원에 해당하는 국민대표의회(45석)로 나뉘어 있었다. 2010년 12월에 대통령제에서 의원내각제로 개헌하는 데에 성공하여 중앙아시아에서 유일하게 의원내각제 체제의 국가였다. 2017년 11월에 의원내각제에서 이원집정부제로 사실상 개헌을 하였다.
2021년 5월 5일 다시 대통령제 개헌을 선포하였다. 또 의회 의석도 120석에서 90석으로 변경하였다.

## 인구와 언어

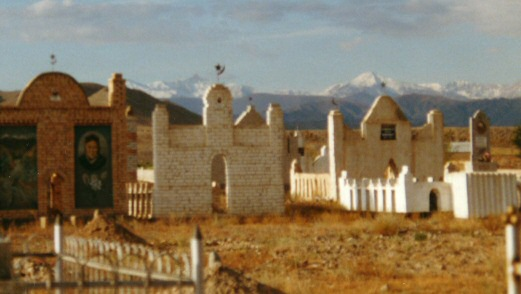
전통적인 길가 무덤

주요 민족인 키르기스인들이 69.5% 정도 차지하고, 기타 소수민족은 러시아인 (9.0%), 남부의 우즈벡족 (4%)이다. 소수그룹을 차지하는 위구르족 (1.1%), 타지크족 (1.1%), 카자흐족 (0.7%), 둥간족 (1.2%)과 튀르키예인 (0.9%), 고려인 (0.3%), 우크라이나인 (0.5%)이다.
키르기스어와 러시아어가 공용어이며, 키르기스어는 1991년 9월부터 공용어로 지정되었다. 이것은 신생국인 키르기스스탄에 거주하는 러시아인들이 거의 대부분 떠나게 되는 원인 중 하나였다. 러시아어는 2000년에 다시 공용어로 지정되었다. 키르기스어는 투르크 어족에 속한 언어로 20세기까진 아랍 문자로 표기되었다. 1928년에서 1941년까진 로마자로 표기되다가, 1942년부턴 키릴 문자로 표기되었다. 일반적으로 거의 대부분의 사람들이 러시아어를 이해할 줄 안다. 러시아어는 사업과 정무에서 많이 사용된다. 하지만 국가 언어 정책의 일환으로 모국어 사용 장려 정책이 활발히 이루어지고 있다. 그 예로, 키르기즈 공무원들의 키르기즈어 수업, 키르기즈어로 공문서 작성, 대통령 후보자에 대한 키르기즈어 시험 실시, 공공행사에서의 키르기즈어 사용 장려 등을 들 수 있다. 소수 민족들은 자신들의 언어를 사용하기도 한다.

## 종교
60%가 이슬람교에 속하고, 25%는 러시아 정교회이며 다른 종교들도 존재한다.

## 문화
키르기스인은 유목민의 전통을 의식하는 민족으로서, 부족주의적 성격이 강하며 지역적으로 남부와 북부의 문화적 차이가 크다. 옛 실크로드를 따라서 취락이 발달하였으나 우즈베키스탄의  코칸트 칸국이 키르기스를 지배하며 1825년에 토성의 요새를 건설하고 피슈페크(Pish Pek)라는 취락이 형성되었다.
1940년대 이후에는 소련 당국이 이 요새지를 파괴하고 자국의 수비대를 주둔시켰다. 토성 요새지의 흔적은 제2차 세계대전 후까지 일부 남아 있었으나 오늘날 신흥 아파트 지역으로 바뀌었다. 도시경관 중에서 중앙아시아적 경관은 없고 러시아의 도시풍이 압도하여 오래된 고목, 뒷골목의 주택이 러시아 양식이다.
키르기스스탄의 민족 서사시인 《마나스》는 구전 서사시로서 길이가 약 500,000행 이상에 달한다.

## 행정 구역
키르기스스탄은 현재 7개의 주(주; 단수область 복수областтар)로 구분되어 있다. 수도는 비슈케크이다. 도시(Шаар)도 구분되어 있다.
현재 키르기스스탄의 주와 주도는 다음과 같다.
1. 비슈케크
2. 밧켄 주 (밧켄)
3. 추이 주 (비슈케크)
4. 잘랄아바트 주 (잘랄아바트)
5. 나린 주 (나린)
6. 오시주 ((오시)
7. 탈라스 주 (탈라스)
8. 이식쿨 주 (카라콜)
9. 오시

## 외교
러시아 및 중앙아시아 여러국가(구 소련 분리독립국가)들과 긴밀한 관계를 유지한다.
대한관계
대한민국과는 구 소련 해체와 한-소 수교 이후인 1992년에 수교하였으며, 1993년 대전 세계박람회에 CIS공동관 국가로 참여한 적이 있다.

## 휴일
| 휴일                | 한국어                               | 키르기스어                                              | 비고 |
| ------------------- | ------------------------------------ | ------------------------------------------------------- | ---- |
| 1월 1일             | 새해                                 | Жаңы жыл                                                | ~    |
| 1월 7일             | 러시아 정교회의 성탄절               | Рождество Христово                                      | ~    |
| 2월 23일            | 조국 수호자의 날                     | День защитника Отечества                                | ~    |
| 3월 8일             | 세계 여성의 날                       | Сегизинчи март айымдар майрамы                          | ~    |
| 3월 21일 ~ 3월 23일 | 누루즈                               | Нооруз майрамы                                          | ~    |
| 3월 24일            | 혁명의 날                            | Элдик революция күнү                                    | ~    |
| 5월 1일             | 키르기스스탄 국민 단결의 날 (노동절) | День международной солидарности трудящихся (Первое Мая) | ~    |
| 5월 5일             | 헌법 제정일                          | Конституция күнү                                        | ~    |
| 5월 9일             | 제2차 세계 대전 승전 기념일          | Жеңиш күнү                                              | ~    |
| 8월 31일            | 독립 기념일                          | Эгемендүүлүк күнү                                       | ~    |
| 11월 7일            | 10월 혁명 기념일                     | Улуу Октябрь Социалисттик революциясынын күнү           | ~    |

## 같이 보기
- 알라 카추